# Nigrobaetis rhithralis
Nigrobaetis rhithralis is een haft uit de familie Baetidae. De wetenschappelijke naam van de soort is voor het eerst geldig gepubliceerd in 1983 door Soldán & Thomas.
De soort komt voor in het Palearctisch gebied.